# Prägraten am Großvenediger
Prägraten am Großvenediger é um município da Áustria, situado no distrito de Lienz, no estado do Tirol. Tem 180,25 km² de área e sua população em 2019 foi estimada em 1.126 habitantes.